# 桂林理工大学
桂林理工大学（英语：Guilin university of technology），是一所中国公办全日制普通高等院校。其前身为创建于1956年的桂林地质学校。创立伊始，学校受原冶金工业部领导，1998年改制为中央与广西共建。学校位于广西桂林。目前拥有屏风、雁山、安吉、空港四个校区，占地面积3300多亩，建筑面积60多万平方米。学校现设有19个二级学院，拥有75个本科专业，3个一级学科博士学位授权点，2个博士后科研流动站，18个一级学科硕士授权点，56个二级学科硕士学位授权点，有工程硕士、工商管理硕士、旅游管理硕士3个专业学位类别，其中已经获得11个工程硕士专业领域，获得了MBA授权资格。目前各类全日制在校生3.4万人。是一所以工学为主，理学、管理学、人文、经济学、法学、艺术7大学科门类协调发展的多科性高等院校。

## 历史沿革
- 1956年，桂林地质学校、桂林有色金属工业学校创建。
- 1958年，桂林地质学校、桂林有色金属工业学校合并升格为广西冶金专科学校。
- 1960年，广西冶金专科学校升格为广西矿冶学院。
- 1961年，广西地质专科学校、广西田阳煤炭石油工业学校、西湾有色工业学校并入广西矿冶学院。同年，广西矿冶学院改建广西矿业专科学校。
- 1963年，广西矿业专科学校改建桂林冶金地质学校。
- 1970年，冶金部桂林地质研究所并入桂林冶金地质学校。同年，桂林冶金地质学校更名广西冶金地质学校。
- 1978年，广西冶金地质学校升格为桂林冶金地质学院。
- 1993年，桂林冶金地质学院更名为桂林工学院。
- 1999年，南宁有色金属工业学校并入桂林工学院，成为桂林工学院南宁分院。
- 2004年，桂林民族师范学校并入桂林工学院。
- 2009年，桂林工学院更名为桂林理工大学。[2]

## 历任领导
| 起止时间             | 校长   | 起止时间             | 党委书记 |
| -------------------- | ------ | -------------------- | -------- |
| 1958年－1961年       | 黄利锋 | 1956年－1958年       | 王一民   |
| 1961年－1970年       | 王濯之 | 1958年－1961年       | 黄利锋   |
| 1970年－1973年       | 邵国志 | 1961年－1970年       | 王守钧   |
| 1973年－1977年       | 王守钧 |                      |          |
| 1977年－1979年       | 宋兆林 | 1977年－1979年       | 蓝天蔼   |
| 1980年－1983年       | 张培凯 | 1979年－1984年       | 柳林     |
| 1983年－1989年       | 袁奎荣 | 1985年－1989年       | 沈国荣   |
| 1989年－1994年       | 袁奎荣 | 1989年－1994年       | 沈国荣   |
| 1994年－2001年       | 梁金城 | 1994年－2001年       | 刘积夫   |
| 2001年－2003年6月    | 钟夏平 | 2001年－2004年8月    | 陈大克   |
| 2003年6月－2004年8月 | 陈大克 | 2004年8月－2006年9月 | 阳国亮   |
| 2004年8月－2009年8月 | 赵艳林 | 2006年9月－2009年8月 | 黎志逘   |
| 2009年8月－          | 张学洪 | 2009年8月－          | 赵艳林   |

## 专业设置

### 博士学位专业
- 授权学科：地质资源与地质工程、材料科学与工程、环境科学与工程
- 支撑学科：应用化学、 控制科学与工程、企业管理学

### 硕士学位专业
| - 1986年新增 - 矿产普查与勘探 - 1993年新增 - 地球探测与信息技术 - 2000年新增 - 构造地质学 - 分析化学 - 矿物学、岩石学、矿床学 - 材料学 - 防灾减灾工程及防护工程 - 大地测量学与测量工程 - 环境工程 - 旅游管理学 | - 2003年新增 - 地球化学 - 材料加工工程 - 检测技术与自动化装置 - 计算机应用技术 - 市政工程 - 水文学及水资源 - 地图制图学与地理信息工程 - 应用化学 - 地质工程 - 企业管理学 | - 2005年新增 - 产业经济学 - 统计学 - 马克思主义基本原理 - 思想政治教育 - 中国少数民族经济 - 外国语言学及应用语言学 - 高分子化学与物理 - 材料物理与化学 - 城市规划与设计 - 岩土工程 - 结构工程 - 化学工艺 - 环境科学 - 古生物学与地层学 - 第四纪地质学 |

### 学士学位专业
| - 地球科学学院 - 资源勘查工程 - 勘查技术与工程（物探） - 勘查技术与工程（水工） - 地质学 - 地球物理学 - 资源环境与城乡规划 - 宝石及材料工艺学 - 环境科学与工程学院 - 环境工程 - 环境科学 - 给水排水工程 - 水文与水资源工程 - 土木与建筑工程学院 - 土木工程（工民建、岩土、道桥） - 交通工程 - 建筑学 - 城市规划 - 测绘工程 - 地理信息系统 - 工程管理 - 材料科学与工程学院 - 高分子材料与工程 - 无机非金属材料与工程 - 材料化学 | - 化学与生物工程学院 - 化学工程与工艺（化工、电化学） - 应用化学 - 生物工程 - 生物技术 - 信息科学与工程学院 - 计算机科学与技术 - 电子信息工程 - 电子信息科学与技术 - 通信工程 - 网络工程（2009年新增） - 机械与控制工程学院 - 自动化 - 机械设计制造及其自动化 - 管理学院 - 国际经济与贸易 - 市场营销 - 工商管理 - 人力资源管理 - 会计学 - 电子商务 - 信息管理与信息系统 - 物流管理（2009年新增） | - 旅游学院 - 旅游管理 - 景观学 - 森林资源保护与游憩 - 外国语学院 - 英语 - 日语 - 理学院 - 统计学 - 应用物理学 - 信息与计算科学 - 人文与社会科学学院 - 行政管理 - 广告学 - 社会工作 - 音乐学（2009年新增） - 艺术学院 - 工业设计 - 艺术设计 - 动画 |